# Descanso (evento)
El descanso (o medio tiempo en su traducción literal del inglés half-time) es en algunos deportes, espectáculos, audiciones o sesiones, un intermedio en el desarrollo de los mismos, el transcurso entre el final de una parte (habitualmente una mitad) y el comienzo de la siguiente (la otra mitad, en susodicho caso).

No debe confundirse con entretiempo, ya que su significado es diferente. Entretanto, en los camerinos, los equipos en contienda replantean sus estrategias mientras toman un descanso.
En la mayoría de los deportes emitidos por televisión el descanso sirve como oportunidad para los anuncios comerciales, lo cual es un hecho destacado en el Super Bowl o Supertazón, donde suelen hacerse los estrenos de nuevos productos o series de televisión, siendo el evento donde más caro se pagan los 30 segundos de un anuncio publicitario.

## Uso
| Deporte             | Duración del descanso                          | Duración de cada período                              |
| ------------------- | ---------------------------------------------- | ----------------------------------------------------- |
| Fútbol (balompié)   | 15 minutos.                                    | 2 tiempos de 45 minutos.                              |
| Balonmano           | 10 minutos.                                    | 2 períodos de 30 minutos.                             |
| Rugby union         | 10 minutos.                                    | 40 minutos.                                           |
| Rugby league        | 10 minutos.                                    | 40 minutos.                                           |
| Fútbol gaélico      | 19 minutos.                                    | 30 o 35 minutos.                                      |
| Fútbol australiano  | 19 minutos.                                    | 2 períodos de juego (cuartos).                        |
| Hockey sobre césped | 5 minutos.                                     | 4 mitades de 15 minutos c/u.                          |
| Indoor hockey       | 5 minutos.                                     | 4 tiempos de 10 minutos c/u.                          |
| Lacrosse            | 16 minutos en NLL.                             | 30 minutos (2 periodos/cuartos de 15 minutos) en NLL. |
| Fútbol americano    | 12 (profesional) o 20 (universitario) minutos. | 4 periodos (cuartos) de 15 minutos c/u.               |
| Baloncesto          | 10 a 15 minutos (FIBA) o 15 minutos (NBA).     | 4 cuartos de 10 min. (FIBA) o 12 min. (NBA).          |
| Netball             | 10 a 12 minutos.                               | 2 períodos de juego (cuartos).                        |
| Waterpolo           | 2 minutos.                                     | 4 periodos (cuartos) de 8 minutos.                    |